# Hoji-ya-Henda
José Mendes de Carvalho, mais conhecido pelo nome de guerra Hoji-ya-Henda (Nadalatando, 29 de julho de 1941 — Caripande, 14 de abril de 1968), foi um comandante do Exército Popular de Libertação de Angola (EPLA) morto em combate. É hoje um herói nacional angolano e patrono da juventude angolana.

## Biografia
O Comandante Hoji-ya-Henda (José Mendes de Carvalho), morreu em combate, aos 27 anos de idade, durante um assalto ao quartel de Caripande, do exército colonial português, no Moxico, em 14 de abril de 1968. A I Assembleia da III Região Militar do Movimento Popular de Libertação de Angola (MPLA), realizada no dia 23 de março de 1969, declarou que, em sua memória, o 14 de abril passasse a ser comemorado, em Angola, como o Dia da Juventude Angolana. Foi sepultado próximo do rio Lundoji a 30 quilómetros do então quartel de Caripande, da Frente Leste/3ª Região Político-Militar. Já em Agosto de 1968, o MPLA havia atribuído a Hojy-ya-Henda o título de "Filho querido do povo angolano e combatente heróico do MPLA". Uma assembleia que congregou, em Cabinda, há anos, várias associações juvenis, algumas das quais de partidos políticos, filiadas no Conselho Nacional da Juventude (CNJ) determinou que o 14 de abril continuaria a ser o Dia Nacional da Juventude Angolana.

## Vida pessoal
Foi casado com a economista e líder anticolonial Maria Mambo Café.

## Referencias
Notas
1. ↑  «José Mendes de Carvalho». Associação Tchiweka de Documentação. 2021
2. ↑  Liberation in Southern Africa– Regional and Swedish Voices
3. ↑  Hoji-ya-Henda e Karipande
4. ↑  «Luzia Inglês recorda Mambo Café». Jornal de Angola. 5 de dezembro de 2013

Web
- «Acordos de paz para Angola» (PDF) (em inglês)
- «Angola - Datas e Factos»
- «Jornal de Angola»

Bibliografia
- Tor Sellstrom, Liberation in Southern África - Regional and Swedish Voices: Interviews from Angola, Mozambique, Namibia, South África, Zimbabwe, the Frontline and Sweden, Nordic África Institute, 2002, ISBN 917-1065-00-8, ISBN 978-917-10-6500-1, 365 pag. - (pag. 28)
- Edward George, The Cuban Intervention in Angola, 1965-1991: From Che Guevara to Cuito Cuanavale, Routledge, 2005, ISBN 041-5350-15-8, ISBN 978-041-53-5015-0, 354 pag. - (pag. 314)
- John A. Marcum, The Angolan Revolution: Vol. 2, Exile Politics and Guerrilla Warfare (1962-1976), Cambridge, Massachusetts, and London:: MIT Press, 1978, 473 pag.
- Roberto Correia, Angola - Datas e Factos - (5º Volume - 1961/1975), 2002, 376 pag.
- Paulo Miguel Júnior, José Mendes de Carvalho (Comandante Hoji Ya Henda) – Um testemunho à sua memória, 2001